# Kiryl Stupak
Kiryl Stupak (belarussisch Кірыл Сяргеевіч Ступак; russisch Кирилл Сергеевич Ступак Kirill Sergejewitsch Stupak; FIDE-Schreibweise Kirill Stupak; * 16. März 1990 in Minsk) ist ein belarussischer Schachspieler.

## Leben

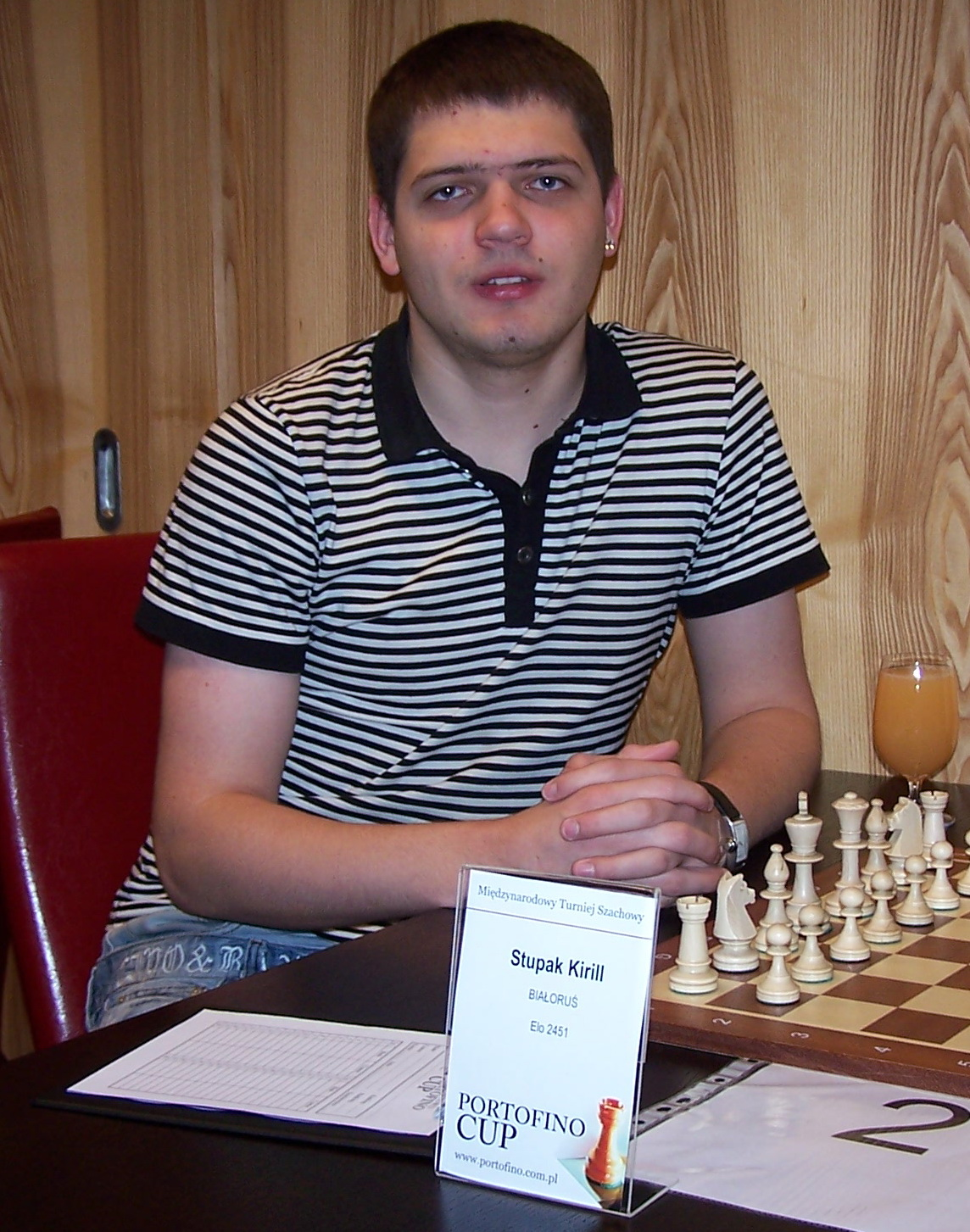
Kiryl Stupak in Włocławek 2009

2006 gewann er die belarussische U16-Meisterschaft. Im September 2008 gewann er in Herceg Novi die U18-Europameisterschaft im Blitzschach. 2009 wurde er belarussischer U20-Meister. Für die belarussische Nationalmannschaft spielte er bei den Schacholympiaden 2010 in Chanty-Mansijsk, 2012 in Istanbul und 2014 in Tromsø. 2010 erreichte er das drittbeste Einzelergebnis aller Reservespieler. Bei der Mannschaftseuropameisterschaft 2013 in Warschau spielte er am Reservebrett und gewann eine individuelle Bronzemedaille. Im Januar 2014 gewann er in Minsk, von der Setzliste her an siebter Stelle, die 80. Landesmeisterschaft von Belarus.
Vereinsschach spielt er für Vesnianka-Gran Minsk, mit dem er viermal am European Club Cup teilnahm.
Im Juni 2007 wurde ihm der Titel Internationaler Meister verliehen. Die erforderlichen Normen hierfür erzielte alle im Jahr 2006: Bei einem Turnier in Orscha im Februar, beim Czech Open in Pardubice mit Übererfüllung im Juli (mit Siegen gegen unter anderem Pavel Blatný), bei einem GM-Turnier in Dubna mit Übererfüllung im August, bei dem er den geteilten zweiten Platz belegte, sowie bei einem Turnier in Tscherwonohrad mit Übererfüllung im Oktober. Großmeister ist er seit Februar 2011. Die Normen hierfür erzielte er bei der Juniorenweltmeisterschaft im August 2010 in Chotowa sowie bei der Schacholympiade im Oktober 2010 (Doppelnorm).